# 汤来贺故居
汤来贺故居俗称汤家大屋，为南明兵部侍郎兼广东巡抚汤来贺（1607—1688）的故居，晚年归隐于此，位于中国江西省抚州市南丰县琴城镇老城区盱江东路34号。

## 建筑
汤家大屋座东朝西，朝向颇为特别。对面为残存的雁翅照壁，红石、青砖砌筑。庭院拱门精美，还设有月亮门、兰花架 。

## 保护
汤来贺故居为南丰县文物保护单位，编号361023-5-3-019。